# Bolitoglossa diminuta
Bolitoglossa diminuta е вид земноводно от семейство Plethodontidae. Видът е уязвим и сериозно застрашен от изчезване.

## Разпространение
Разпространен е в Коста Рика.

## Описание
Популацията на вида е стабилна.